# Debreceni EAC (hokej na lodzie)
Debreceni EAC – węgierski klub hokeja na lodzie z siedzibą w Debreczynie.

## Sukcesy
- Srebrny medal mistrzostw Węgier: 2021, 2022